# Pietro Pisani
Pietro Pisani (Palermo, 1761 – Palermo, 6 luglio 1837) fu un barone ed archeologo del Regno delle Due Sicilie.

## Storia
Era appassionato non solo di studi di quella che diverrà l’odierna archeologia, ma aveva anche interesse nella musica e nella pittura. Il suo nome è legato alla riorganizzazione della Real Casa dei Matti di Palermo, luogo di cura delle malattie psichiatriche, fondato il 10 agosto 1824. 
Morì il 6 luglio 1837 a causa del colera.
Il figlio Casimiro fu deputato e senatore del Regno d'Italia.